# Sàbiq ibn Mahmud
Sàbiq ibn Mahmud (àrab: سابق بن محمود, Sābiq ibn Maḥmūd) fou el darrer emir mirdàsida d'Alep (1076-1080).
El 1076, en un moment que estava borratxo, l'emir Nasr ibn Mahmud, va fer empresonar al comandant de l'exèrcit, el turc Ahmad Shah, i va acantonar les seves tropes turques a l'Hadir d'Alep; un arquer turc finalment va matar l'emir. El kinanita (Banu Kinan) Sadid-al-Mulk Alí ibn Muqàl·lad ibn Múnqidh dels Banu Múnqidh, que estava refugiat a Trípoli del Líban, va retornar a Alep on gaudia de gran influència, i va fer reconèixer com emir a Sàbiq ibn Mahmud, el segon fill de Mahmud ibn Nasr i germà de Nasr ibn Mahmud. Sàbiq, que també era aficionat a la beguda, estava tant borratxo que havia perdut el coneixement i va haver de ser portat a la ciutadella pujant-lo amb una corda per la paret. Ahmad Shah fou alliberat i va rebre el lakab d'Izz al-Mulk Abu l-Fadail i una recompensa de mil dinars a més d'una renda mensual de trenta dinars; Ahmad va poder controlar als seus soldats turcs que van reconèixer a Sàbiq, però els kilabites de les terres planes de la rodalia van proclamar emir a un germà, Watthab ibn Mahmud el qual fou reconegut per Xabib ibn Mahmud (que era el més petit dels quatre fills de Mahmud i havia estat apartat del poder el 1075) i per un cosí de nom Mubarak ibn Shibl. Watthab fou proclamat a Kinnasrin.
Ahmad Shah, amb un miler d'homes, i unit a un contingent aliat de turcmans manats per Muhammad ibn Dumladj, no va tardar a derrotar a Watthab i els seus seguidors tot i que disposaven de seixanta mil homes. Després de la batalla Ahmad Shah va fer un botí de cent mil camells i 400.000 bens i ovelles a més de nombroses dones i concubines dels caps kilabites, i fins a deu mil esclaus (aquestos esclaus estaven inclosos dins els seixanta mil homes de l'exèrcit kilabita). Ahmad Shah va tornar a Alep amb el botí i milers de presoners, però aquests foren alliberats per orde de Sàbiq; l'emir però va retenir a l'esposa de Mubarak ibn Shibl que era la seva germana.
Poc després Mubarak ibn Shibl que havia estat alliberat, i un altre notable, Hamid ibn Zughayb van anar a la cort del sultà seljúcida Malik Shah I per queixar-se de Sàbiq (1077). El sultà els va donar uns feus (ikta) a Síria i va donar el govern general d'aquest territori al seu germà Tadj al-Dawla Tútuix I. Aquest va marxar a la zona acompanyat de diversos amirs turcs: Afshin ibn Bakdji, Sanduk al-Turki, Muhammad ibn Dumladj, Ibn Tutu i Ibn Burayk.
El 1077 el turc Muhammad ibn Dumladj va fer presoner inesperadament a Ahmad Shah. El turc només el va entregar a Sàbiq a canvi d'un rescat de deu mil dinars i 20 cavalls. Tútuix va dominar el Diyar Bakr, just mentre Ahmad Shah, que ja havia estat rescatat, atacava Antioquia de l'Orontes on hi havia gran escassetat. Ahmad va abandonar el setge a canvi de cinc mil dinars i després es va dirigir cap a Alep al sentir propera l'amenaça de Tútuix. Els turcs d'Ahmad Shah residien fora d'Alep, a l'Hadir, però amb l'autorització de Sàbiq van posar a les seves dones en seguretat dins del Castell del Pont de l'Orontes (que havia estat arranjat per Sadid-al-Mulk Alí ibn Muqàl·lad ibn Múnqidh), però a causa del fet que el clima era insà es van posar malaltes i moltes van morir en poc temps.
El maig de 1079 el sultà Malik Shah I va ordenar a l'emir uqàylida de Mossul, Sharaf al-Dawla Abu l-Makarim Múslim ibn Qurayx que es reunís amb les forces dels kilabites (Mubarak ibn Shibl i Hamid ibn Zughayb) i de Tútuix per assetjar junts Alep. En la lluita Ahmad Shah va resultar mort. Múslim ibn Qurayx tenia certs sentiments afectius per Sàbiq i estava en contacte amb ell; retreia als kilabites d'haver cridat als seljúcides; quan fou autoritzar a abandonar el setge va aprofitar per vendre als alepins tot el que necessitaven per subsistir. Quan Muslim es va retirar les forces kilabites no van tardar també a abandonar el setge. Es van reunir nombrosos soldats àrabs (1000 cavallers i 500 infants), numayrites, kushayrites, kilabites, uqàylides, amb el suport de Múslim ibn Qurayx, i van derrotar l'amir al-Turkman al uadi Butnan. Tútuix va quedar en una posició difícil a la rodalia d'Alep i va aixecar el setge retirant-se cap a l'Eufrates i el Diyar Bakr per passar l'hivern (1079-1080), però a la primavera del 1080 va reprendre l'atac a Alep i es va dirigir cap a la ciutat; primer va conquerir Manbij, atacant també diversos castells dels kilabites, destacant el d'Azaz; el principal cap kilabita, l'amir Abu Zaida Muhammad ibn Zaida, va massacrar diverses columnes de turcs que actuaven separadament una de l'altra, i grups que quedaven aïllats; els combats foren durs i els grangers i camperols van patir severament; llavors Tútuix va fer una marxa forçada cap a Alep per sorprendre la ciutat, però fou derrotat prop de les muralles i el seljúcida va abandonar Síria del nord i es va dirigir a Damasc que Atsiz ibn Uvak li va entregar respectuosament (sembla que fou molt important en aquesta decisió el fet que Atsiz feia front a una contraofensiva fatimita).
Tútuix va donar el comandament de la part principal del seu exèrcit al amir turc Afshin que es va dirigir al nord saquejant diversos pobles entre els quals els de la rodalia de Baalbek i Rafaniyya. Nombrosos mercaders i caravanes que eren a la zona foren massacrats; les dones foren violades, i les mercaderies robades; durant unes dues setmanes aquest fou l'escenari habitual. El senyor del Castell del Pont, Abu l-Hasan ibn Múnqidh va acollir a Afshin a canvi de deixar en pau a Kafar Tab (vila que depenia del govern del castell). Després Afshin va seguir el seu camí i va poder apoderar-se de totes les viles fortificades i torres de defensa del Djabal Summak i dels pobles situats a l'est de Ma'arrat al-Numan; tots els nuclis de població foren saquejats i de vegades incendiats amb els seus habitants dins les cases, i les dones i infants que podien escapar eren violades o fets presoners; els homes que fugien i eren capturats, eren executats. Afshin va atacar Tall Mannas on per primer cop fou refusat, i va optar per abandonar el lloc a canvi d'un tribut de cinc mil dinars.
Tútuix va rebre notícies del que passava i va marxar cap a Kafar Tab però quan hi va arribar Afshin i els seus soldats ja havien sortit de la regió i havien entrat en territori romà d'Orient a l'entorn d'Antioquia de l'Orontes. Tútuix va retornar a Damasc i pel camí va intentar tranquil·litzar a la gent espantada. Quan Afshin i els seus homes van marxar cap a l'est, la plana del nord de Síria no tenia ni un poble que no hagués patit destruccions més o menys importants; la fam s'havia generalitzat i el gra es venia a un dinar per cada sis ratls (1 kilo = 3 ratls) i es van donar casos d'antropofàgia; milers de refugiats es van dirigir a l'Djazira sota domini uqàylida.
El març de 1080 Múslim ibn Qurayx, informat del que passava, va considerar que era un bon moment per intervenir. Sàbiq li havia escrit una carta en la qual li proposava lliurar-li Alep. Muslim, amb un comboi de queviures, va marxar a Balis i després a Alep, però llavors Sàbiq es va fer enrere; però amb el suport dels ahdath (infanteria alepina) i de la població famèlica va poder entrar sense combat (maig de 1080). L'escassetat era tan gran a Alep que Muslim va decidir abandonar la ciutat, però Ibn Múnqidh el va convèncer de restar-hi. Sàbiq s'havia fet fort a la ciutadella però els seus germans Xabib i Watthab van convèncer a la guarnició d'aquesta de rendir-se i entregar a l'emir. Xabib es va fer amo de la ciutadella on hi havia poca aigua. Llavors es van iniciar negociacions amb Muslim amb la mediació de Sadid-al-Mulk Alí ibn Muqàl·lad ibn Múnqidh. Muslim va acceptar casar-se amb Mania, filla de Mahmud ibn Nasr i germana de Sàbiq, Xabib, Watthab i Nasr ibn Mahmud. Xabib i Watthab rebrien feus a la regió d'Azaz i Sàbiq un feu a Rahba. Els tres germans van marxar als seus feus i Mulsim va assolir el poder.
Sàbiq i els seus germans van tenir un paper de senyors locals del nord de Síria i encara que primer foren aliats de Muslim, després van cooperar amb els seus enemics. El 1098, a l'arribada dels croats, encara s'esmenta a Watthab ibn Mahmud al front d'un contingent de kilabites que va intentar oposar-se al seu avanç.